# USS LST-485
O USS LST-485 foi um navio de guerra norte-americano da classe LST que operou durante a Segunda Guerra Mundial.